# Ahemenidi
Rodbina Ahemenidov (staroperzijsko: 𐏃𐎧𐎠𐎶𐎴𐎡𐏁𐎡𐎹 |Haxāmanišyaʰ; perzijsko هخامنشی‎ Haxâmaneši; starogrško Ἀχαιμενίδης - Akhaimenídēs; latinsko Achaemenides) je bila rodbina starega perzijskega cesarstva oziroma Ahemenidskega cesarstva, imenovana po svojem ustanovitelju Ahemenu.
Ahemenidi so vladali približno od leta 700 pr. n. št.. Sredi 6. stoletja pr. n. št. so zrušili oblast Medijcev in ustanovili močno državo Perzijo. Perzijo je leta 331 pr. n. št. osvojil Aleksander Veliki in rodbina Ahemenidov je leta 330 pr. n. št. s smrtjo Dareja III. propadla.
Perzija je med vladanjem Ahemenidov dosegla visoke kulturne in ekonomske uspehe. Na vrhuncu svojih moči, okrog leta 500 pr. n. š. so ahemenidski vladarji upravljali z ozemlji današnjega Irana, Iraka, Armenije, Afganistana, Turčije, Bolgarije, manjši del Grčije, Egipt, Sirijo, velik del današnjega Pakistana, del Indije, Jordanijo, Izrael/Palestino, Libanon, Kavkaz, Srednjo Azijo, Arabski polotok in Libijo. To perzijsko cesarstvo je bilo do današnjega dne največje svetovno cesarstvo.

## Izvori
Zgodovina rodbine Ahemenidov je v glavnem znana po grških zgodovinarjih, kot so Herodot, Ktezij in Ksenofont; hebrejska biblija in druga judovska verska besedila; in domačih iranskih virov. Po Herodotu so bili Ahemenidi klan iz plemena Pasargade in so se verjetno naselili okoli kraja Pasargad. Verjetno so vladali drugim perzijskim plemenom v 9. stoletju pred našim štetjem.
Dariej je svojo genealogijo izsledil do Ahemena, neznane linije, imenovane po Haxāmanišu. Vendar pa ni dokazov o kralju, imenovanem Ahemen.

## Rodbina
Kraljestvo je bilo v rodbini Ahemenidov dedno. Zadnji element naslova kralj kraljev je bil vedno "Ahemenid". Nasledstvo je določil kralj kraljev in je bil običajno prvorojeni sin. Od Dareja I. do Artakserksa II. je običajno šlo za sinarhijo med očetom in sinom.
| King | Reign              | Notes                                                   |
| --- | ------------------ | ------------------------------------------------------- |
| Ahemen\|730–650 pr. n. št. \| ustanovitelj |                    |                                                         |
| Teisp \| 650–625 pr. n. št. \| |                    |                                                         |
| Kir I. \| 625–580 pr. n. št. \| |                    |                                                         |
| Kambiz I. \| 580–559 pr. n. št. \| |                    |                                                         |
| Kir II. Veliki\| 559–530 pr. n. št. \|Kir Veliki; ustanovitelj Ahemenidskega cesarstva                                                         |                    |                                                         |
| Kambiz II. \| 530–522 pr. n. št. \|Stari Egipt je osvojen v bitki pri Peluziju, s čimer je faraon Egipta dodan perzijskim kraljevskim naslovom |                    |                                                         |
| Smerdis\| 522 pr. n. št. \|Morda je bil med njegovo kratko vladavino slepar po imenu Gaumāta                                                   |                    |                                                         |
| Darej I.\| 522–486 pr. n. št. \|Ahemenidsko cesarstvo doseže svoj največji obseg; začetni vdor v Grčijo                                        |                    |                                                         |
| Kserks I. \| 486–465 pr. n. št. \| Začel neuspešno invazijo na Staro Grčijo                                                                    |                    |                                                         |
| Artakserks I. \| 465–424 pr. n. št. \| |                    |                                                         |
| Kserks II. \| 424 pr. n. št. \| |                    |                                                         |
| Sogdijan \| 424–423 pr. n. št. \|Nezakonski sin Artakserksa I                                                                                  |                    |                                                         |
| Darej II. \| 423–404 pr. n. št. \| |                    |                                                         |
| Artakserks II. \| 404–358 pr. n. št. \|Perzija izgubi Egipt                                                                                    |                    |                                                         |
| Artakserks III. \| 358–338 pr. n. št. \|Perzija ponovno pridobi Egipt                                                                          |                    |                                                         |
| Artakserks IV.\| 338–336 pr. n. št. \| |                    |                                                         |
| Darej III. \| 336–330 pr. n. št. \|Porazil Aleksander Makedonski; Grki osvojijo Ahemenidsko Perzijo; rodbina pade                              |                    |                                                         |
| Bes (satrap) | 330–329 pr. n. št. | Poskušal voditi odpor proti Aleksandru; ujet in usmrčen |

## Vir
- Enciklopedija JLZ, I., 55, Zagreb 1977